# السعن
السعن (به عربی: السعن) یک منطقهٔ مسکونی در سوریه است که در ناحیه سعن واقع شده‌است. السعن ۳٬۳۶۰ نفر جمعیت دارد.